# Glaphyropteridopsis
Glaphyropteridopsis är ett släkte av kärrbräkenväxter. Glaphyropteridopsis ingår i familjen Thelypteridaceae.
Kladogram enligt Catalogue of Life:
| Glaphyropteridopsis | \| \| Glaphyropteridopsis emeiensis \| \| \| \| \| \| Glaphyropteridopsis eriocarpa \| \| \| \| \| \| Glaphyropteridopsis erubescens \| \| \| \| \| \| Glaphyropteridopsis glabrata \| \| \| \| \| \| Glaphyropteridopsis jinfushanensis \| \| \| \| \| \| Glaphyropteridopsis mollis \| \| \| \| \| \| Glaphyropteridopsis pallida \| \| \| \| \| \| Glaphyropteridopsis rufostraminea \| \| \| \| \| \| Glaphyropteridopsis sichuanensis \| \| \| \| \| \| Glaphyropteridopsis splendens \| \| \| \| \| \| Glaphyropteridopsis villosa \| \| \| \| |
|                     | \| \| Glaphyropteridopsis emeiensis \| \| \| \| \| \| Glaphyropteridopsis eriocarpa \| \| \| \| \| \| Glaphyropteridopsis erubescens \| \| \| \| \| \| Glaphyropteridopsis glabrata \| \| \| \| \| \| Glaphyropteridopsis jinfushanensis \| \| \| \| \| \| Glaphyropteridopsis mollis \| \| \| \| \| \| Glaphyropteridopsis pallida \| \| \| \| \| \| Glaphyropteridopsis rufostraminea \| \| \| \| \| \| Glaphyropteridopsis sichuanensis \| \| \| \| \| \| Glaphyropteridopsis splendens \| \| \| \| \| \| Glaphyropteridopsis villosa \| \| \| \| |
|                     | Ampelopteris |
|                     | |
|                     | Chingia |
|                     | |
|                     | Chrinephrium |
|                     | |
|                     | Chrismatopteris |
|                     | |
|                     | Coryphopteris |
|                     | |
|                     | Cyclogramma |
|                     | |
|                     | Cyclosorus |
|                     | |
|                     | Macrothelypteris |
|                     | |
|                     | Meniscium |
|                     | |
|                     | Menisorus |
|                     | |
|                     | Mesophlebion |
|                     | |
|                     | Metathelypteris |
|                     | |
|                     | Nannothelypteris |
|                     | |
|                     | Oreopteris |
|                     | |
|                     | Parathelypteris |
|                     | |
|                     | Phegopteris |
|                     | |
|                     | Plesioneuron |
|                     | |
|                     | Pneumatopteris |
|                     | |
|                     | Pronephrium |
|                     | |
|                     | Pseudocyclosorus |
|                     | |
|                     | Pseudophegopteris |
|                     | |
|                     | Sphaerostephanos |
|                     | |
|                     | Stegnogramma |
|                     | |
|                     | Thelypteris |
|                     | |
|                     | Trigonospora |
|                     | |
|                     | Glaphyropteridopsis emeiensis |
|                     | |
|                     | Glaphyropteridopsis eriocarpa |
|                     | |
|                     | Glaphyropteridopsis erubescens |
|                     | |
|                     | Glaphyropteridopsis glabrata |
|                     | |
|                     | Glaphyropteridopsis jinfushanensis |
|                     | |
|                     | Glaphyropteridopsis mollis |
|                     | |
|                     | Glaphyropteridopsis pallida |
|                     | |
|                     | Glaphyropteridopsis rufostraminea |
|                     | |
|                     | Glaphyropteridopsis sichuanensis |
|                     | |
|                     | Glaphyropteridopsis splendens |
|                     | |
|                     | Glaphyropteridopsis villosa |
|                     | |

|  | Glaphyropteridopsis emeiensis      |
|  |                                    |
|  | Glaphyropteridopsis eriocarpa      |
|  |                                    |
|  | Glaphyropteridopsis erubescens     |
|  |                                    |
|  | Glaphyropteridopsis glabrata       |
|  |                                    |
|  | Glaphyropteridopsis jinfushanensis |
|  |                                    |
|  | Glaphyropteridopsis mollis         |
|  |                                    |
|  | Glaphyropteridopsis pallida        |
|  |                                    |
|  | Glaphyropteridopsis rufostraminea  |
|  |                                    |
|  | Glaphyropteridopsis sichuanensis   |
|  |                                    |
|  | Glaphyropteridopsis splendens      |
|  |                                    |
|  | Glaphyropteridopsis villosa        |
|  |                                    |